# 모리스 "로켓" 리샤르 트로피

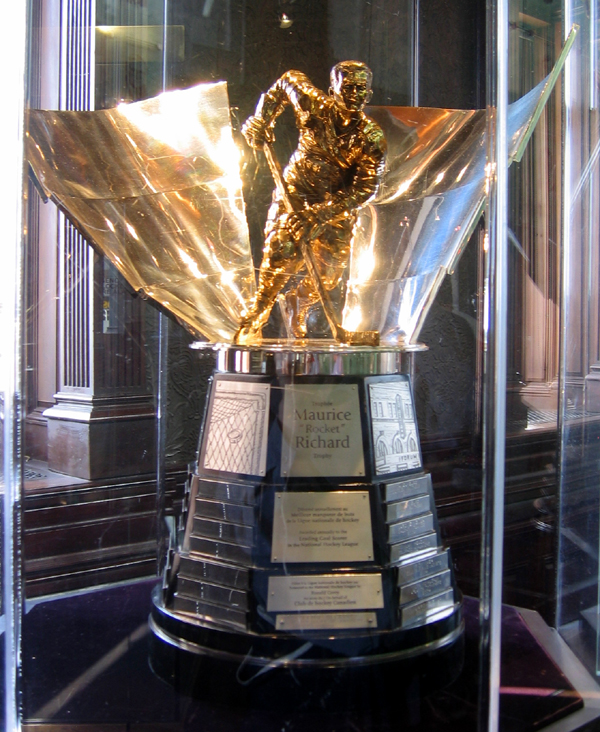
모리스 "로켓" 리샤르 트로피

모리스 "로켓" 리샤르 트로피(영어: Maurice "Rocket" Richard Trophy)는 내셔널 하키 리그 (NHL)의 트로피다. 매년 "최고 득점자"에게 수여된다.